# Sächsisches Krankenhaus Altscherbitz
Das Sächsische Krankenhaus Altscherbitz ist eine psychiatrische und neurologische Fachklinik in Altscherbitz, heute Stadtteil von Schkeuditz.

## Geschichte
Das Krankenhaus wurde unter dem Namen „Provinzial-Irren-Anstalt Rittergut Alt Scherbitz“ am 1. Juli 1876 gegründet. Später wurde sie in Landesheilanstalt Altscherbitz umbenannt.
Im Rahmen der Krankenmorde in der Zeit des Nationalsozialismus wurden über 1.800 Anstaltsinsassen nach ihrer Verlegung in die Tötungsanstalt Bernburg mit Gas ermordet. Im Rahmen der Aktion T4 wurden hierbei am 12. und 13. August 1941 210 sowie am 20. August 1941 weitere 223 Patienten der Provinzial-Heil- und Pflegeanstalt Tapiau nach Altscherbitz verbracht. Am 14. Februar 1942 erfolgte ein Transport von 350 (nach anderen Angaben 348) Patienten der Provinzial-Heil- und Pflegeanstalt Kortau.

## Einrichtung
Das Haus zählt aktuell unter anderem:
- 208 Betten in zehn Stationen für psychiatrisch erkrankte Patienten mit den Schwerpunkten Sucht, Akut-, Sozial- und Gerontopsychiatrie
- 68 Tagesklinikplätze für psychiatrisch erkrankte Patienten an den Standorten Schkeuditz, Eilenburg und Markranstädt
- 45 neurologische Betten mit den Schwerpunkten Stroke Unit, Akutneurologie, Schmerztherapie und Multiple-Sklerose-Ambulanz
- 90 Betten für psychisch kranke Straftäter